# حزب العدالة الديمقراطي (موريتانيا)
حزب العدالة الديمقراطي هو حزب سياسي في موريتانيا.

## التاريخ
فاز الحزب بمقعدين في انتخابات 2013 البرلمانية.